# Adolf Friedrich Stenzler
Adolf Friedrich Stenzler (Wolgast, 1807. július 9. – Boroszló, 1887. február 27.) német szanszkritista.

## Élete
1826-tól 1829-ig keleti nyelveket tanult Greifswaldban, Berlinben és Bonnban. 1829-ben Párizsban Chézy Rémusat és De Sacy előadásait hallgatta, 1833-ban a boroszlói egyetemen a keleti nyelvek tanára lett, ugyanitt 1872-ig másodkönyvtárosként működött.

## Főbb munkái
- Raghuvansa, Kalidasae Carmen, Sanscr. et Lat. (London, 1832);
- Kumara Sambhava Kalidasae Carmen, Sanscr. et Lat. (Berlin, 1838);
- Mricchakatika i. e. Curriculum figlinum, Sudrakae regis fabula (Bonn, 1847);
- Yajnavalkya's Gesetzbuch, Sanskrit und Deutsch (Berlin, 1849);
- Indische Hausregeln, Sanskrit und Deutsch (4 kötet, Lipcse 1864-78);
- Elementarbuch der Sanskritsprache (Boroszló, 1868, 6. kiad. 1892);
- Meghaduta, der Wolkenbote Gedicht von Kalidasa mit Anmerkungen und Wörterbuch (uo. 1874);
- The institutes of Gautama (London, 1876).